# Hơi
Hơi là một chất ở pha khí ở nhiệt độ thấp hơn nhiệt độ tới hạn, hay hơi có thể ngưng tụ thành chất lỏng khi tăng áp suất mà không giảm nhiệt độ.
Ví dụ, nước có nhiệt độ tới hạn ở 374 °C (647 K), là nhiệt độ cao nhất mà nước lỏng tồn tại. Trong khí quyển Trái Đất ở nhiệt độ thường, nước ở dạng khí hay còn gọi là hơi nước sẽ ngưng tụ nếu áp suất riêng phần của nó tăng đủ lớn.
Hơi có thể cùng tồn tại với dạng lỏng hoặc rắn. Khi điều này xảy ra, cả hai pha sẽ cân bằng, và áp suất riêng phần của khí sẽ bằng với áp suất hơi của thể lỏng (hay rắn).